# Stephen Robinson (Fußballspieler)
Stephen Robinson (* 10. Dezember 1974 in Lisburn) ist ein nordirischer Fußballtrainer und ehemaliger -spieler.

## Familie
Stephen Robinson wurde in Lisburn, der drittgrößten Stadt in Nordirland geboren. Sein Sohn Harry ist ebenfalls Fußballspieler.

## Karriere

### Als Spieler
Stephen Robinson spielte ab 1991 im Jugendsystem von Tottenham Hotspur in London. Am 30. Oktober 1993 gab er sein Debüt in der ersten Mannschaft unter Osvaldo Ardiles in der Premier League gegen die Blackburn Rovers das durch ein Tor von Alan Shearer mit 0:1 verloren wurde. Am 6. Dezember 1994 folgte ein weiterer Einsatz gegen den FC Arsenal das mit einem 1:1-Unentschieden endete. Robinson unterzeichnete im Januar 1994 seinen ersten Profivertrag bei dem Verein kam danach aber zu keinem weiteren Einsatz. Von März bis Mai 1994 war er an den englischen Drittligisten Leyton Orient verliehen, blieb aber ohne Einsatz. Er wechselte danach zum AFC Bournemouth, da es bei Tottenham keine Perspektive auf Einsätze gab. Nach einer äußerst erfolgreichen Zeit in Bournemouth wechselte Robinson im Jahr 2000 für eine Ablösesumme von 375.000 Pfund zum Zweitligisten Preston North End. Nachdem es ihm nicht gelang, sich in Prestons Startelf zu drängen, wechselte er bis zum Ende der Saison 2001/02 auf Leihbasis eine Liga tiefer zu Bristol City. Danach wechselte er 2002 für eine Ablösesumme von 50.000 Pfund zu Luton Town. Mit Luton stieg er 2005 in die zweite Liga auf. In der Saison 2006/07 war Robinson Kapitän der Mannschaft. Im Jahr 2008 beendete Robinson seien Spielerkarriere.
Robinson spielte zwischen 1997 und 2007 siebenmal für Nordirland. Er spielte auch für die U16 (ein Länderspiel), die U18 (zwei Länderspiele, ein Tor) und die U21-Mannschaft (ein Länderspiel).

### Als Trainer
Im Februar 2012 wurde Robinson Trainer der nordirischen-U21. Nach acht Niederlagen in acht Länderspielen wurde er im Juli 2013 von der U21 zur U15 versetzt. Neben seiner Trainertätigkeit für den nordirischen Verband war er ab Februar 2015 Co-Trainer beim FC Motherwell in Schottland. In dieser Zeit hatte Motherwell mit Mark McGhee, Ian Baraclough und Stephen Craigan drei verschiedene Trainer. Im Juni 2016 war er für einen Monat Co-Trainer bei der Nordirischen A-Nationalmannschaft unter Michael O’Neill. Robinson wurde im Juli 2016 Cheftrainer von Oldham Athletic, und im Januar 2017 von John Sheridan abgelöst. Robinson kehrte im Februar 2017 nach Motherwell zurück, diesmal um Mark McGhee als Trainer der ersten Mannschaft zu unterstützen. Zwei Wochen später übernahm Robinson die Position des Interimstrainers, nachdem McGhee den Verein verlassen hatte. Anschließend wurde er zum dauerhaften Trainer des Erstligisten. Robinson führte Motherwell in der Saison 2017/18 zum Finale im Ligapokal und Pokal, das jeweils gegen Celtic Glasgow mit 0:2 verloren wurde. Dies war das erste Mal, dass der Verein in beiden nationalen Endspielen auftrat seit der Saison 1950/51. Im Dezember 2020 trat Robinson als Motherwell-Trainer zurück. Im Juni 2021 wurde Robinson mit einem Dreijahresvertrag zum Trainer des englischen Drittligaaufsteigers FC Morecambe ernannt, aber bereits im Februar 2022 entlassen.
Robinson kehrte im Februar 2022 zurück nach Schottland und wurde Trainer des FC St. Mirren.